# Tachina comitata
Tachina comitata är en tvåvingeart som beskrevs av Walker 1853. Tachina comitata ingår i släktet Tachina och familjen parasitflugor. Inga underarter finns listade i Catalogue of Life.